# Volodymyr Zacharov
Volodymyr Zacharov (ukrajinsky Володимир Захаров, 1972 – 11. září 2008 Charkov) byl ukrajinský reprezentant ve sportovním lezení. Mistr i vicemistr světa a vítěz Rock Masteru v lezení na rychlost.

## Výkony a ocenění
- čtyři nominace na prestižní závody Rock Master v italském Arcu

### Závodní výsledky
- 1999: RM 1. místo
- 2000: RM 3. místo
- 2001: RM 8. místo
- 2002: RM 3. místo

- 1999: MS 1. místo
- 2001: MS 2. místo

- 1999: SP 3. místo
- 2000: SP 3. místo

- 1998: ME 3. místo